# Haus Caen

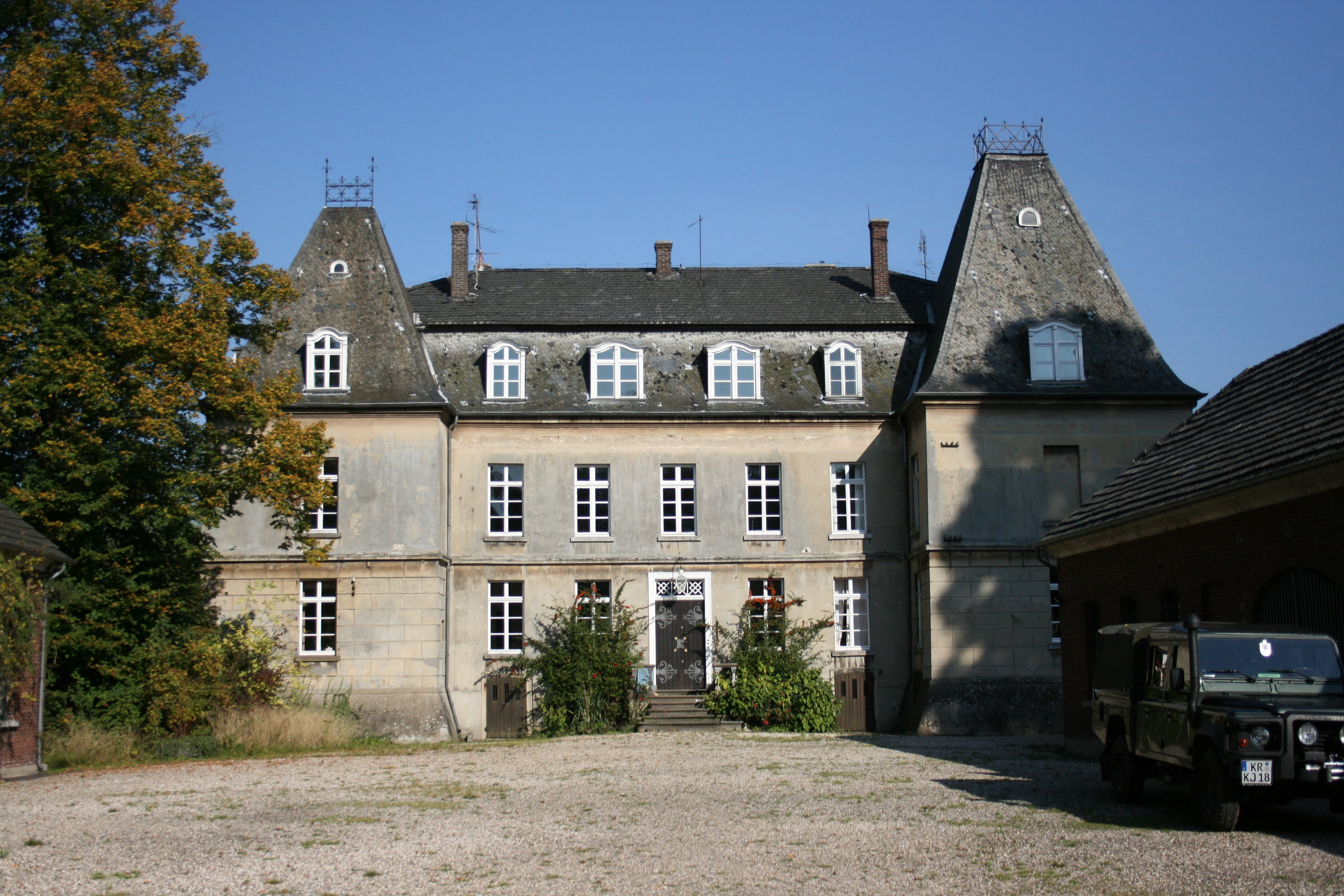
Haus Caen, Hofseite

Das Haus Caen ist ein schlossartiger Herrensitz an der Landstraße von Wachtendonk nach Straelen in Nordrhein-Westfalen. Aus einer typischen niederrheinischen Hofesfeste hervorgegangen, wurde das Herrenhaus der Anlage in den 1660er Jahren von der Familie de Varo im Stil französischer Pavillonschlösser vollkommen neu gestaltet. In der ersten Hälfte des 19. Jahrhunderts kam der heutige englische Landschaftsgarten nach Plänen Maximilian Friedrich Weyhes hinzu.
Das unter Denkmalschutz stehende Gebäude befindet sich in Privatbesitz und kann nicht besichtigt werden.

## Beschreibung

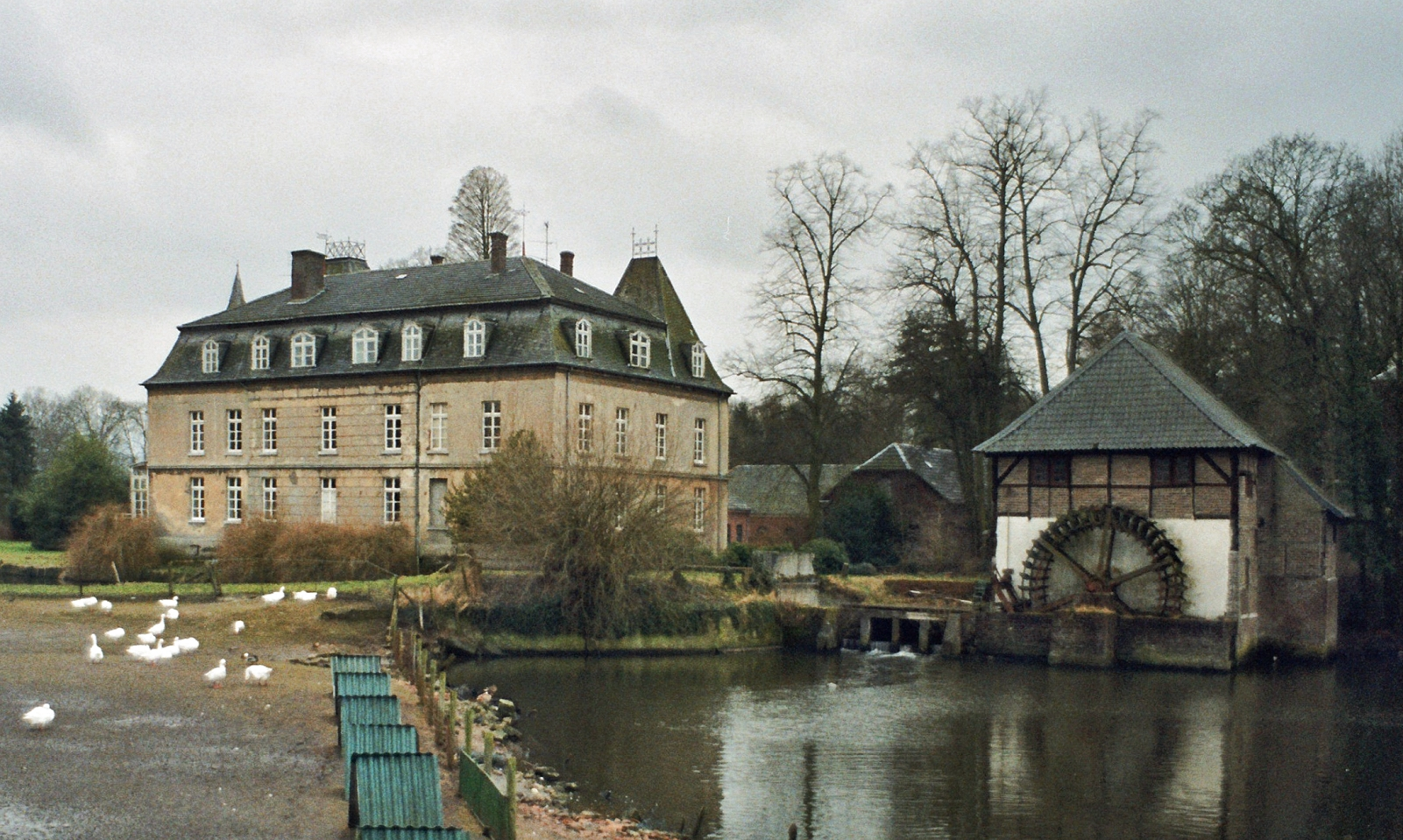
Haus Caen von Norden gesehen, mit der Wassermühle (2005)

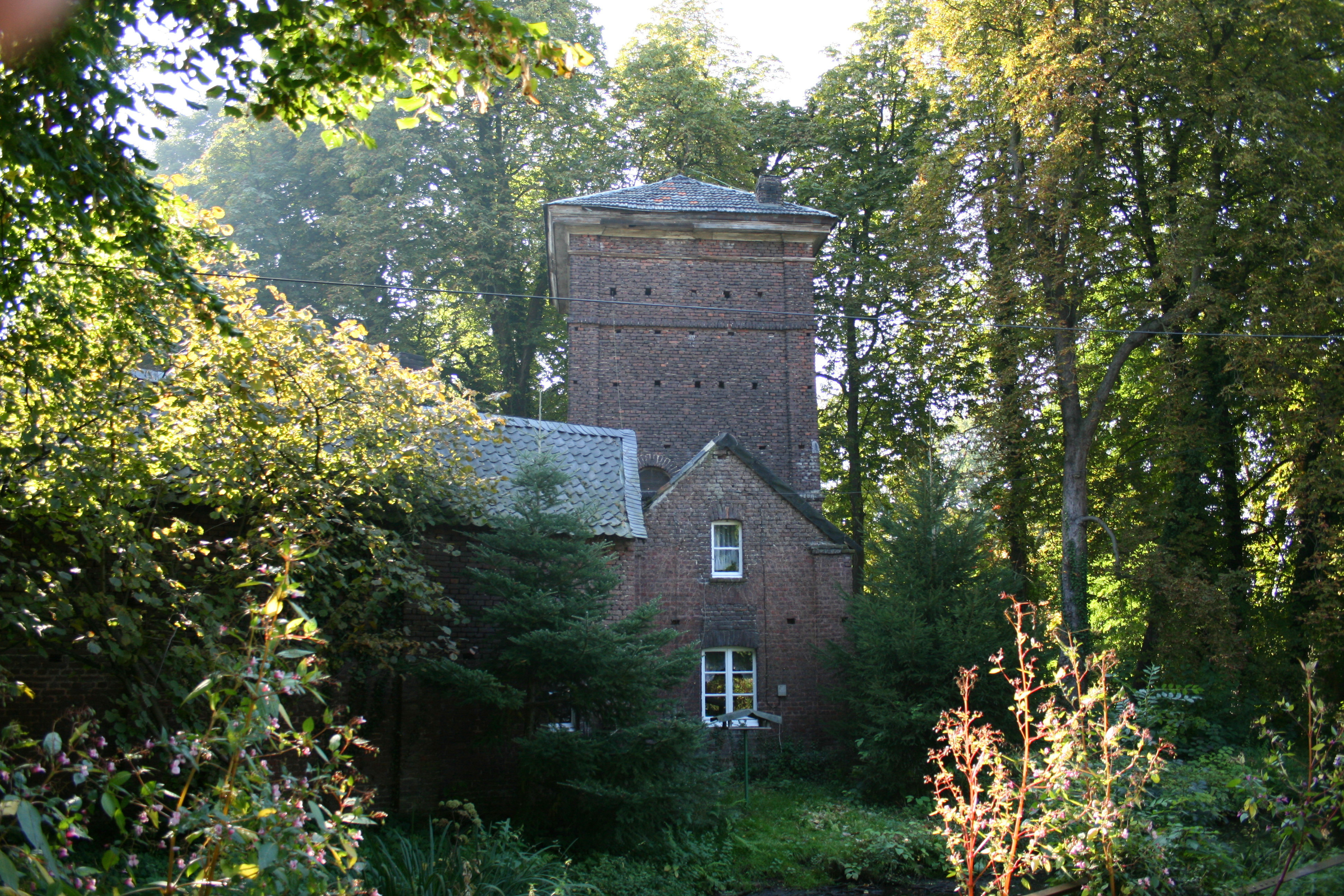
Vorburg mit Taubenturm

Das Anwesen besteht aus einem Herrenhaus samt vorgelagerter Wirtschaftsbauten sowie einer nordwestlich davon gelegenen Vorburg. Beide Gebäudekomplexe liegen inmitten eines großzügigen, etwa 100 Hektar großen englischen Landschaftsgartens.
Das Herrenhaus wird an zwei Seiten von Wassergräben umgeben, die von der Niers gespeist werden. Es ist ein zweigeschossiges, verputztes Gebäude mit Sockelgeschoss und ockerfarbenem Anstrich. Sein Portal befindet sich an der Westseite mit zwei vorspringenden Eckrisaliten, die von hohen Walmdächern abgeschlossen sind. Diese stammen von einem Umbau zu Beginn des 20. Jahrhunderts. Das abgewalmte Mansarddach des Gebäudes besitzt an allen vier Seiten geschweifte Dachgauben.
Im zweiten Geschoss befindet sich eine Kapelle, deren Einrichtung der Bischof von Roermond, Eugenius Albertus d’Allamont, 1666 bewilligt hatte. Bemerkenswerteste Innenausstattung war lange Zeit ein Kamin aus weißem Marmor, der ursprünglich auf Haus Vlassrath installiert war und mittlerweile auch wieder dorthin zurückgekehrt ist. Er wurde 1613 anlässlich der Heirat Johanns von Brempt zu Vlassrath mit Johanna Berghe von Trips angefertigt und besitzt einen Architrav mit den Ahnentafeln der Brautleute.
Nordwestlich des Herrenhauses liegt die vierflügelige Vorburg mit Wirtschaftsgebäuden aus dem 18. und 19. Jahrhundert. Zu diesen zählt unter anderem die alte Wassermühle, die bereits um 1370 genannt wurde. Der heutige Halbfachwerkbau stammt jedoch erst aus der Zeit um 1700. Außerdem gehört zur Caener Vorburg einer der wenigen erhaltenen Taubentürme aus der ersten Hälfte des 19. Jahrhunderts. Seine hofseitige Fassade besitzt in den beiden oberen Geschossen insgesamt 34 Ausfluglöcher. Seit 1880 wird der Turm als Wohnung genutzt.
Zum Bestand des englischen Landschaftsgarten gehören neben einigen Blutbuchen auch viele seltene Gehölze. Im nördlichen Bereichs des Parks befindet sich eine Gruft, die Bestandteil eines kleinen Privatfriedhofs der Familie Geyr von Schweppenburg ist.

## Geschichte
Die Anfänge der Anlage liegen im Dunkeln. Die Bezeichnung Caen erscheint in Urkunden erstmals 1310, als die Schwester des Straelener Vogts Giselbertus als „Fia, domina de Caen“ bezeichnet wird. Dann folgt eine Erwähnung Caens im Jahr 1413, als ein Lutger von Caen eine vom geldrischen Herzog Reinald IV. gegründete Kapelle mit Landbesitz dotierte.

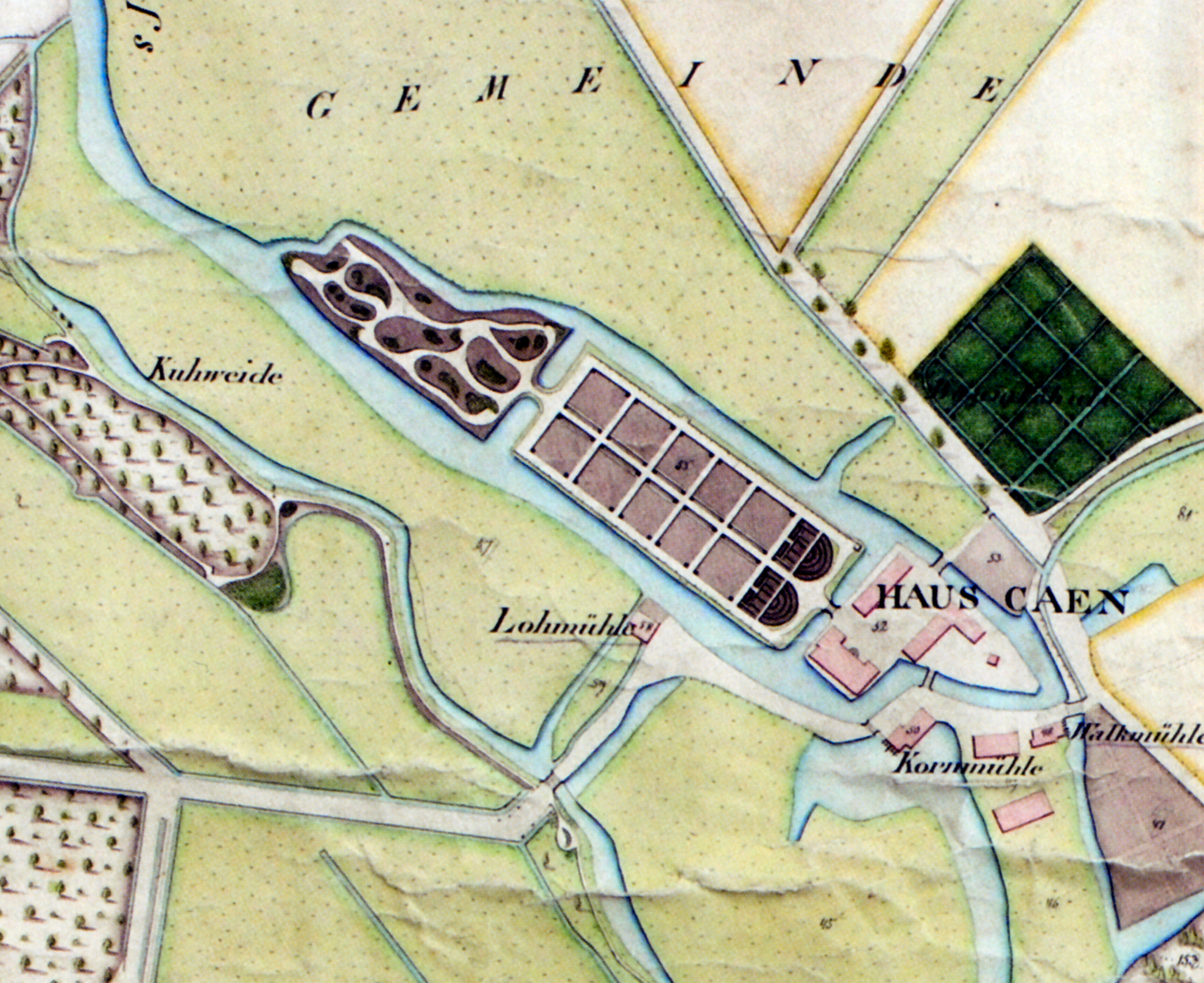
Haus Caen und seine Parkanlagen auf einer Karte von Michael Buyx, 1837

1451 wurde Haus Caen urkundlich als Besitz eines Maes – die niederrheinische Abkürzung für Thomas – von Oest (auch von Oyst) erwähnt. Zu jener Zeit handelte es sich um eine Hofesfeste, die nach Art der niederrheinischen Wasserburgen auf Pfählen erbaut und anschließend zu einer kleinen Burganlage ausgebaut worden war. Über Maes’ Sohn Johann kam der Besitz 1529 an dessen Schwester Elisabeth. Von ihr noch im gleichen Jahr an die Abtei Siegburg verkauft, befand sich Caen schon kurz darauf, im Jahr 1544, im Besitz Philipp von Wissels (auch Wischel), dem sein Sohn Engelbert folgte. Als dieser 1580 starb, wurde sein Erbe zwischen den Familien von Wissel und von Brempt aufgeteilt.
Im letzten Viertel des 16. und der ersten Hälfte des 17. Jahrhunderts waren zahlreiche verschiedene Familien – teils sogar gleichzeitig – im Besitz des Hauses. Das Ergebnis etlicher Landteilungen und Verkäufe war, dass Caen Mitte des 17. Jahrhunderts den Familien von Wissel und von Quaedt-Sevenich gehörte.
Nach und nach erwarben der aus Frankreich stammende Baron von Magny, Jacques Simon de Varo, und seine von Haus Eyll stammende Frau Anna Margaretha von Spicker bis April 1660 die einzelnen Teile des stark zersplitterten Anwesens und ließen es bis 1666/67 grundlegend erneuern und umgestalten. Dazu gehörte unter anderem die Wiederherstellung der verlandeten Gräben sowie der Neubau eines Tores durch Peter Fenten. Das Herrenhaus ließ Varo im Stil französischer Pavillonschlösser umgestalten und eine Schlosskapelle einrichten, die 1666 geweiht wurde. Für jene Zeit sind auch bereits die ersten Caen’schen Gartenanlagen nachweisbar.
Vor diesem Umbau existierte westlich des Schlosses ein Turm mit quadratischem Grundriss, der niedergelegt wurde. Seine Fundamente sind jedoch noch im Schlossgraben erhalten.

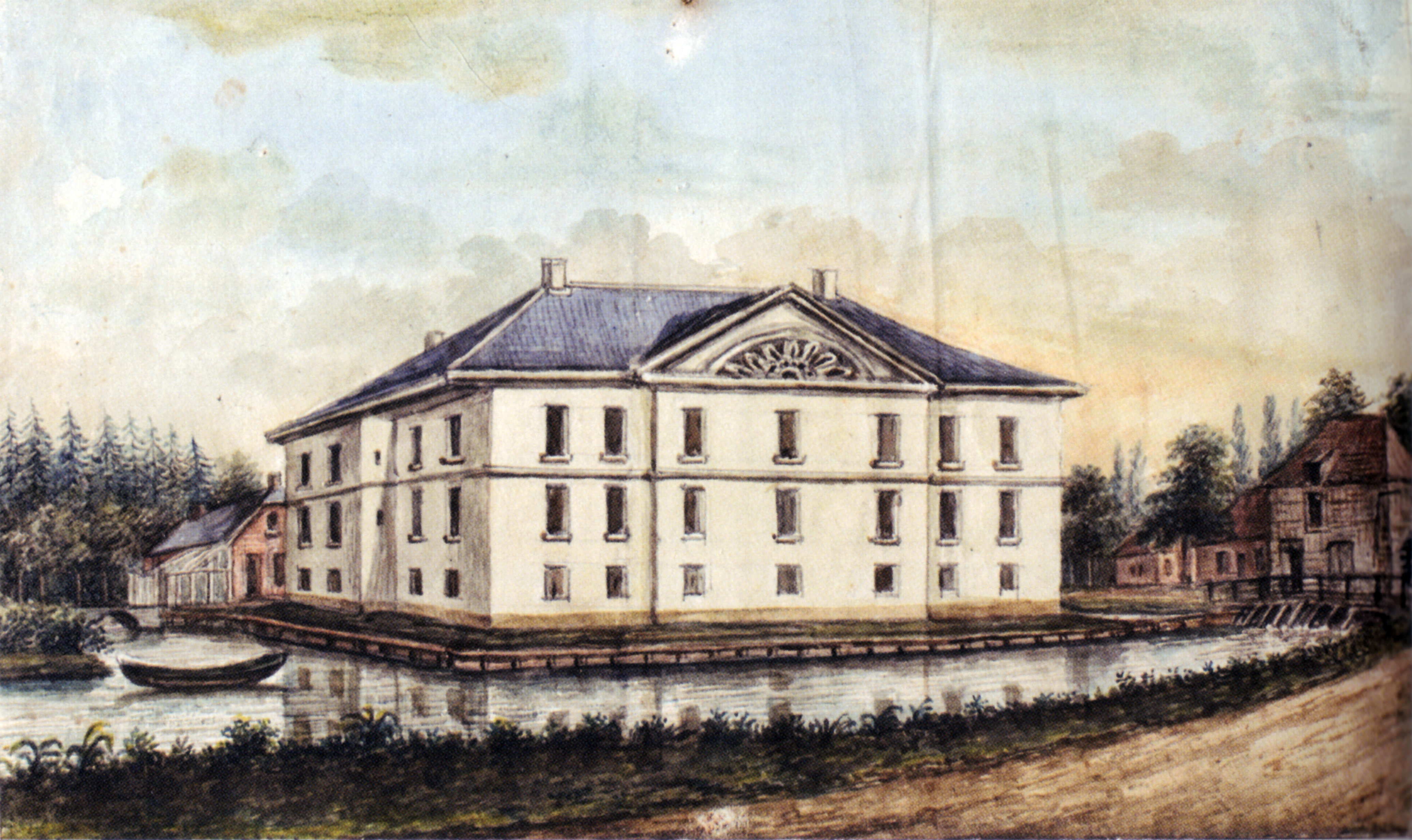
Westansicht des Hauses Caen 1836/37, Zeichnung von Alexander Frans van Aefferden

Im 18. Jahrhundert erfolgte der Umbau zum „Maison de plaisance“. 1817 erbte Carl Ludwig Franz von Varo den Besitz von seinem Onkel. Zu seiner Zeit wurde in den Jahren um 1830 bis 1840 unter der Leitung des königlichen Gartenbaudirektors Maximilian Friedrich Weyhe der umliegende Park im englischen Landschaftsstil angelegt. Das heutige Alleensystem geht jedoch auf Gartenanlagen zurück, die mindestens schon im 18. Jahrhundert existierten. Mit Carl Ludwigs Tod 1876 starben die Grafen von Varo im Mannesstamm aus. Haus Caen kam durch Erbschaft an seinen Vetter, den Freiherrn Rudolph Adolph Geyr von Schweppenburg, dessen Familie noch heute Eigentümerin des Anwesens ist und es bis zum Jahr 2007 bewohnte.
Das heutige Dach des Herrenhauses stammt aus dem Jahr 1904 und musste nach einem Brand als Ersatz für das bis dahin existierende flache Walmdach installiert werden. Die Dächer der Risalite sind ebenfalls ein Ergebnis dieser Umbauarbeiten, bei denen auch ein flacher Dreiecksgiebel in der Mitte der westlichen Längsseite des Gebäudes entfernt wurde.
Die botanische Vielfalt im Park sorgte dafür, dass rund um Haus Caen viele, auch seltene, Vogelarten leben. Die Umgebung des Herrensitzes wurde 1955 zum Naturschutzgebiet Caenheide erklärt.
Im Oktober 1977 beschädigte ein weiteres Feuer die noch bis ins Jahr 1961 arbeitende Wassermühle im Vorburgareal. Sie wurde aber bis 1982 wieder aufgebaut.